# Пальцы (фильм)
«Пальцы» (англ. Fingers) — американский кинофильм режиссёра Джеймса Тобэка 1978 года.

## Сюжет
Джимми — выдающийся пианист, мечтающий о музыкальной карьере, но выросший в гангстерской семье. Его престарелый отец — нелегальный ростовщик. Сын должен помогать ему выбивать долги из неплательщиков. Сюжетная драма основана на душевных терзаниях Джимми, разрывающегося между любовью к искусству, покорностью отцу, собственной сексуальностью и тёмным прошлым. Фильм наполнен музыкой, демонстрирующей контраст между её гармонией и творящейся на экране жестокостью, и помогающей зрителю почувствовать медленное наступление шизофрении, в которую постепенно впадает главный герой.

## Создатели фильма

### В ролях
- Харви Кейтель — Джимми Ангелелли
- Майкл Гаццо — Бен Ангелелли
- Тиза Фэрроу — Кэрол
- Джим Браун — Дримз
- Мэриэн Селдес — Рут Ангелелли (мать Джимми)
- Дэнни Айелло — Бутч
- Таня Робертс — Джули

### Съёмочная группа
- Режиссёр — Джеймс Тобэк
- Автор сценария — Джеймс Тобэк
- Продюсер — Джордж Барри
- Художник-постановщик — Джин Рудольф
- Редактор — Роберт Лоуренс
- Оператор — Майкл Чэпмен
- Костюмер — Альберт Вольски

## Даты премьер
Даты приведены в соответствии с данными IMDb.
- США — 2 марта 1978
- Франция — 23 августа 1978
- Швеция — 26 августа 1978
- Финляндия — 15 июня 1979
- Япония — 10 января 1981

## Интересные факты
- В 2005 году во Франции вышел ремейк этого фильма под названием «Моё сердце биться перестало», собравший среди прочего 8 премий «Сезар», включая категорию за лучший фильм года.